# Canonica di Cercina
Canonica di Cercina è una frazione del comune di Sesto Fiorentino, nella città metropolitana di Firenze.

## Geografia fisica
Sorge alle pendici del Monte Govino e si trova tra la valle del Terzollina e quella del Terzolle, tra i monti Morello, Fiesole e Pratolino.

## Storia
Già dalla fine del Quattrocento  vi si trovavano alcuni beni di proprietà della cattedrale fiorentina.
Alla fine del Settecento l'abitato era molto cresciuto sia in importanza che in numero di abitanti.

## Luoghi di interesse
Vi si trova la villa Marzi-Medici, oggi villa Maragliano, di origine probabilmente cinquecentesca, con l'ampliamento dell'originario casino di caccia. Non si conosce la data esatta in cui furono edificate la torre merlata, la cappella di San Cristoforo e il grande salone da ballo.
A Canonica si trovano altre due antiche residenze, la villa l'Aurora con la cappella di San Barnaba e la villa Maria José, probabilmente edificate nel Settecento. Sono presenti inoltre case coloniche, tra le quali La Piazza.